# Роккетта-Лігуре
Роккетта-Лігуре, Роккетта-Ліґуре (італ. Rocchetta Ligure, п'єм. Rochëtta) — муніципалітет в Італії, у регіоні П'ємонт,  провінція Алессандрія.
Роккетта-Лігуре розташована на відстані близько 420 км на північний захід від Рима, 115 км на схід від Турина, 45 км на південний схід від Алессандрії.
Населення — 201 особа (2014).
Щорічний фестиваль відбувається 26 липня. Покровитель — Sant'Anna.

## Демографія
Населення за роками:

Станом на 1 січня 2023 року в муніципалітеті офіційно проживали 34 іноземці з 9 країн, серед них 9 громадян країн Євросоюзу та 4 громадяни України.

## Сусідні муніципалітети
- Альбера-Лігуре
- Кабелла-Лігуре
- Канталупо-Лігуре
- Монджардіно-Лігуре
- Роккафорте-Лігуре